# Arnaud-Amanieu de Albret

Arnaud-Amanieu d'Albret (1338-1401), conde de Albret, conde de Dreux y vizconde de Maremne, y destacó por ser uno de los más famosos jefes militares de las grandes compañías que operaron durante la primera parte de la guerra de los Cien Años. 
Fue hijo de Bernard Ezi IV de Albret y de Margarita de Borbón. 

## Guerra de los Cien Años
Como la mayor parte de los jefes mercenarios de la guerra de los Cien Años y de otras luchas de la época, fue pasando de uno a otro de los bandos en conflicto al albur de los contratos y soldadas que cada uno de ellos le propusiese. Así, en las primeras fases de su participación en dicha guerra mantuvo su fidelidad hacia el rey Carlos II el Malo de Navarra, a Eduardo III de Inglaterra y al Príncipe Negro, combatiendo contra otro mercenario, el bretón Bertrand du Guesclin en la batalla de Cocherel, en Francia, y en otras batallas en el reino de Castilla.
En 1351, tras ser enviado por Eduardo III de Inglaterra a llevar socorros a los habitantes de Saint-Jean-d'Angély, que se hallaban sitiados por las tropas del rey de Francia, logró la captura allí del mariscal Mello y de otros 60 caballeros.
Sin embargo, optó por cambiar de bando en 1358, movido a medias por el interés y a medias por el amor propio.
Tras cambiar de bando, contrajo matrimonio en 1359 con Margarita de Borbón (nacida hacia 1344 y fallecida en 1416), hermana de la reina de Francia Juana de Borbón e hija de Pedro I de Borbón e Isabel de Valois, duquesa de Borbón. Fruto de este matrimonio nacería Carlos I de Albret, el sucesor de Arnaud-Amanieu. 
Apoyó la reconquista de Aquitania (que era propiedad de Inglaterra) por parte de su cuñado Carlos V de Francia, logrando aglutinar a los descontentos con la política que llevaba a cabo el Príncipe Negro, especialmente con las exigencias fiscales de éste respecto de los señoríos de la región. Multiplicó los llamamientos ante el Parlamento en contra del Príncipe Negro, dando por otro lado la señal de inicio de la guerra al prestar al rey de Francia el homenaje ligio. Desde ese momento, tomó parte en todas las campañas militares entre 1369 y 1375. 
Volvió a colaborar con el ejército del rey de Francia una vez más, en 1382, en la batalla de Roosebecke, librada contra los flamencos que se habían sublevado. Como recompensa a su apoyo, recibió el condado de Dreux.
Falleció en 1401.